# كوين فان دي لاك
كوين فان دي لاك (بالهولندية: Koen van de Laak)‏ (3 سبتمبر 1982 بفوخت في هولندا - ) هو لاعب كرة قدم هولندي في مركز الوسط. شارك مع منتخب هولندا تحت 21 سنة لكرة القدم. أما مع النوادي، فقد لعب مع أياكس كيب تاون ودين بوستش ونادي غرونينغن.

## وصلات خارجية
- كوين فان دي لاك على موقع قاعدة بيانات كرة القدم.إي يو (الإنجليزية)